# Weihenstephan (Hohenthann)

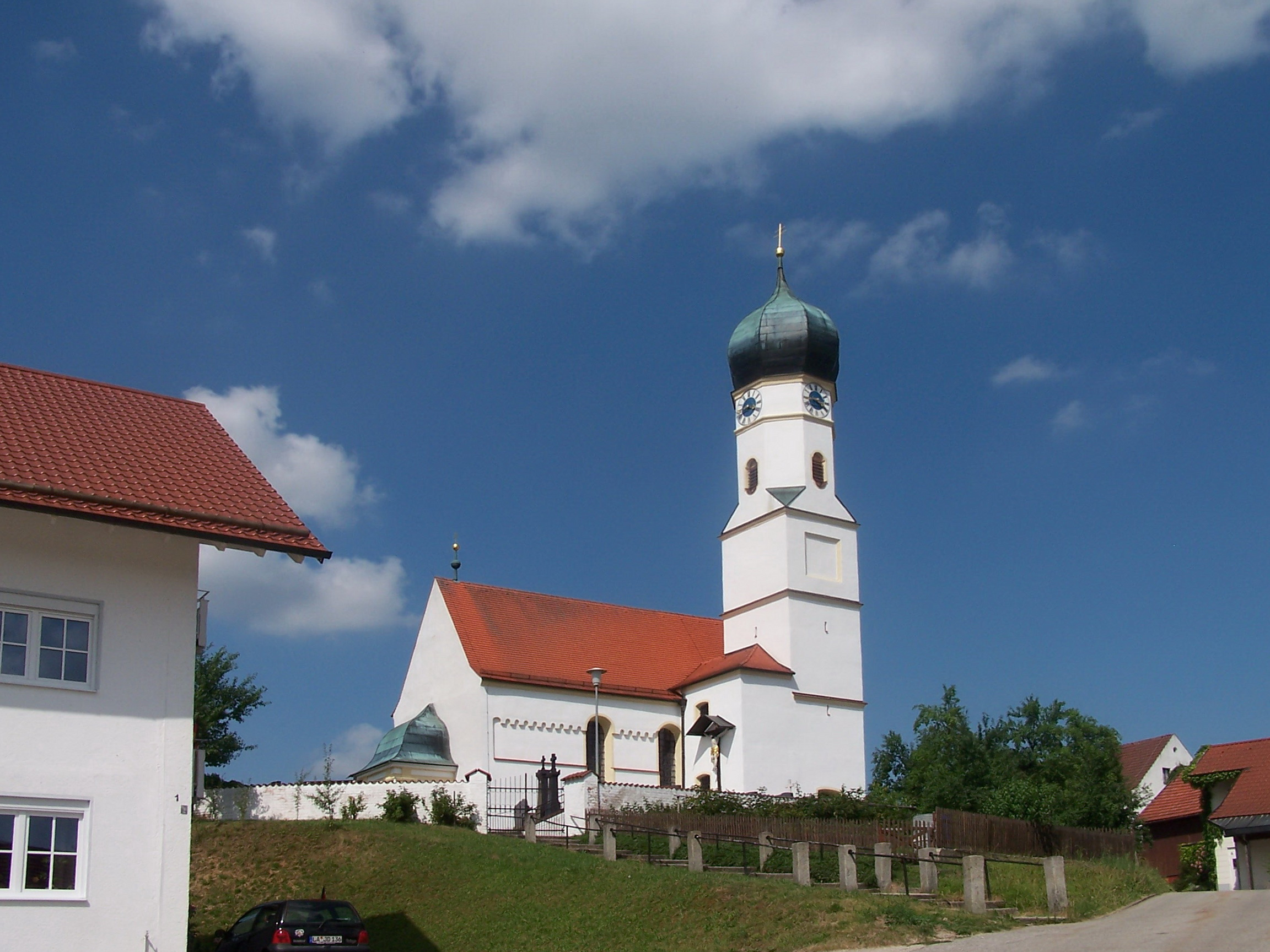
Katholische Filialkirche St. Stephanus

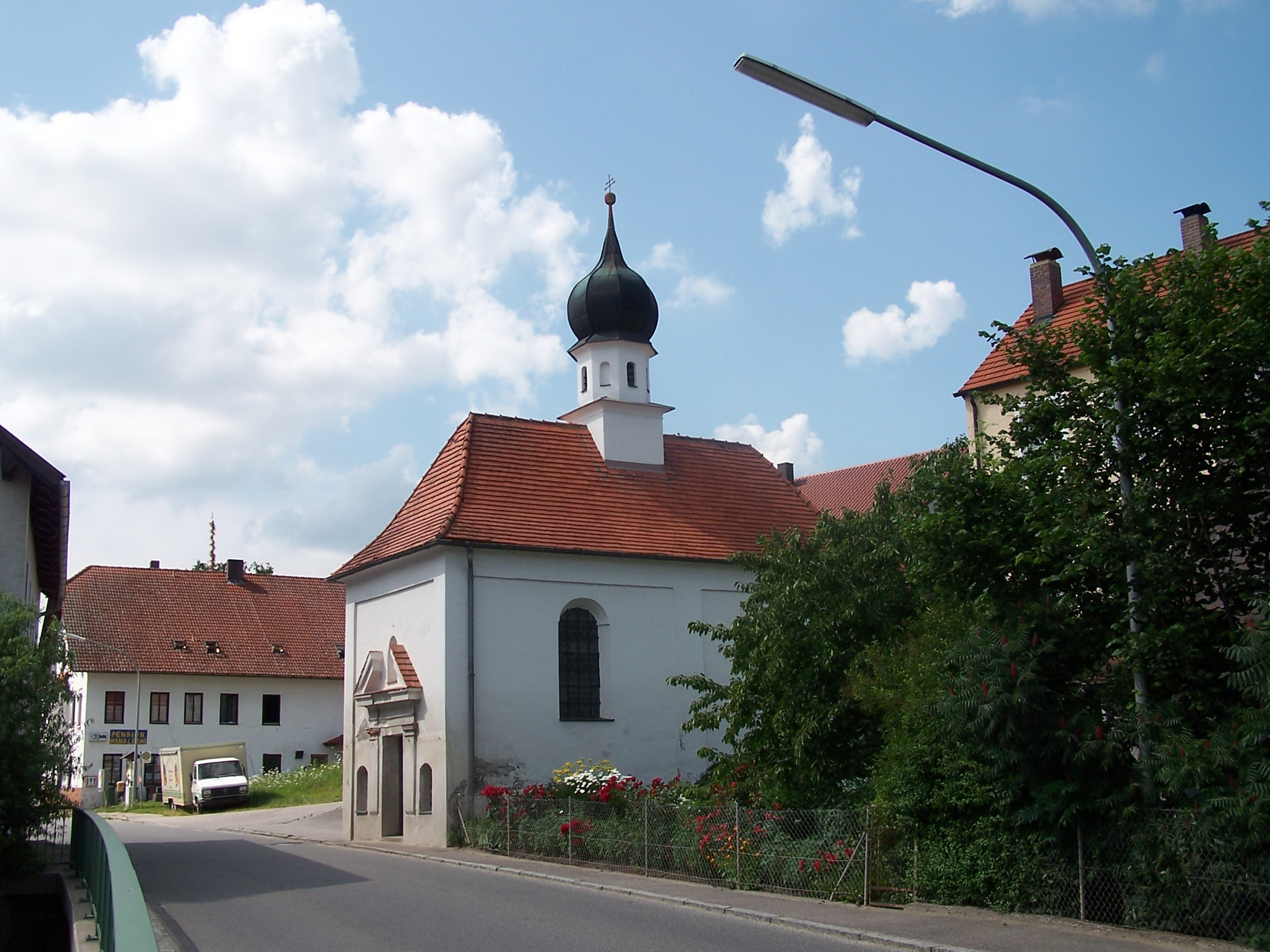
Schlosskapelle St. Sebastian

Weihenstephan ist ein Gemeindeteil der Gemeinde Hohenthann im niederbayerischen Landkreis Landshut. Bis 1972 bildete es eine selbstständige Gemeinde.

## Lage
Das Kirchdorf Weihenstephan liegt in der Hallertau etwa drei Kilometer südöstlich von Hohenthann.

## Geschichte
Ausgrabungen im Gebiet der Siedlung „Kellerberg II“ beweisen, dass Weihenstephan bereits um etwa 4000 v. Chr. von der Münchshöfener Kultur besiedelt war. Auch für die nachfolgende Altheimer Kultur und die Eisenzeit finden sich Nachweise. Das bedeutet, dass der Ort wahrscheinlich jahrtausendelang kontinuierlich besiedelt ist.
Urkundlich wird Weihenstephan zum ersten Mal 1229 im Herzogsurbar erwähnt. Eine Kirche taucht erstmals urkundlich
1259 auf. Weihenstephan bildete eine Hofmark, und der 1712 verstorbene Carl Freiherr von Etzdorf auf Weihenstephan und Stamsried ließ das jetzige Wasserschloss erbauen.
Aus der Hofmark ging zu Beginn des 19. Jahrhunderts die patrimonialgerichtliche Gemeinde Weihenstephan hervor. Die Geschichte der einklassigen Schule von Weihenstephan begann am 1. Dezember 1864 mit der Ernennung von Anton Heigl aus Pfaffenberg zum Schulprovisor und endete mit dem Ende des Schuljahres 1967/1968. Im Zuge der Gebietsreform erfolgte am 1. Juli 1972 die Eingemeindung der Gemeinde Weihenstephan mit den Orten Eichstätt und Weilmeier in die Gemeinde Hohenthann.

## Sehenswürdigkeiten

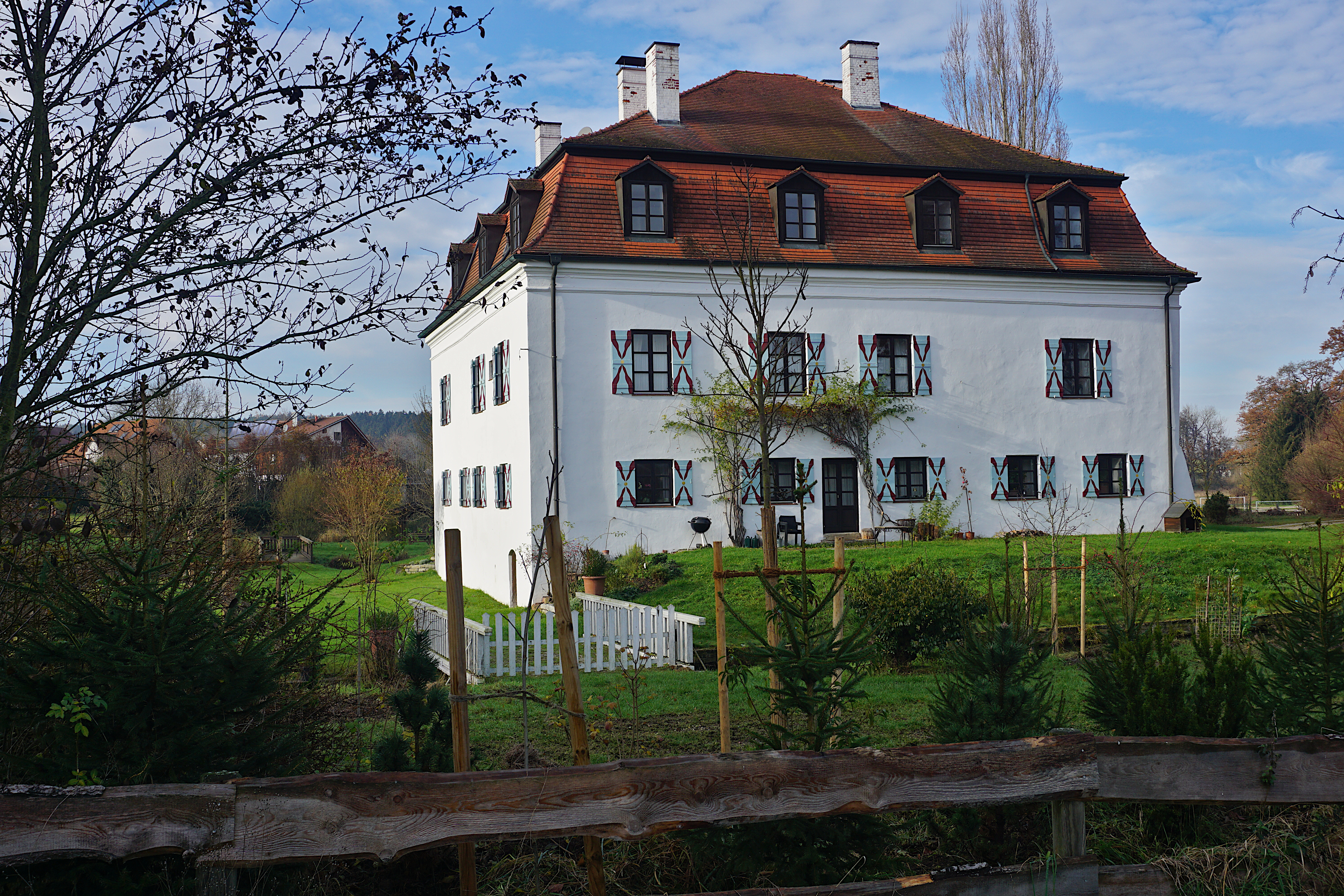
Schloss Weihenstephan

- Filialkirche St. Stephanus: Der spätgotische Bau aus der zweiten Hälfte des 15. Jahrhunderts wurde im 18. Jahrhundert barockisiert. Die Ausstattung ist überwiegend neugotisch.
- Schloss Weihenstephan: Die Barockanlage mit Wassergraben aus dem 17. Jahrhundert wurde im 18. Jahrhundert vergrößert. Heute ist das Schloss im Besitz der Familie Deroy von Fürstenberg.
- Schlosskapelle St. Sebastian: Sie stammt aus der Mitte des 17. Jahrhunderts und dient nunmehr als Leichenhaus.

## Vereine
- Bavaria Schützen Weihenstephan
- Freiwillige Feuerwehr Weihenstephan
- KLJB Weihenstephan
- Feuer und Fleisch Grill-Verein